# Prnjavor (Trstenik)
Prnjavor (em cirílico: Прњавор) é uma vila da Sérvia localizada no município de Trstenik, pertencente ao distrito de Rasina, na região de Zapadno Pomoravlje. A sua população era de 318 habitantes segundo o censo de 2011.

## Demografia
| 1948 | 1953 | 1961 | 1971 | 1981 | 1991 | 2002 | 2011 |
| ---- | ---- | ---- | ---- | ---- | ---- | ---- | ---- |
| 286  | 306  | 400  | 441  | 444  | 330  | 318  | 318  |